# Линкольншир
Ли́нкольншир (англ. Lincolnshire) — графство на востоке Англии, расположенное у берегов Северного моря. Частично входит в состав региона Ист-Мидлендс, частично — в Йоркшир и Хамбер.
Столица и крупнейший город — Линкольн. Население — 674 тыс. человек (15-е место среди графств; данные 2004 года).

## География
Общая площадь территории церемониального графства — 6959 км²; территория неметропольного графства без унитарных единиц Северный Линкольншир и Северо-Восточный Линкольншир — 5921 км². Омывается на востоке Северным морем, граничит на юго-востоке с Норфолком, на юге с Кембриджширом, на юго-западе с Ратлендом и Лестерширом, на западе с Ноттингемширом, на северо-западе с Саут-Йоркширом, на севере с Восточным Йоркширом.

## История
До 1974 года делился на 3 административные части: Холленд, Кестивен и Линдси.

## Демография
По данным 2004 года общая численность населения церемониального графства составляла 988 тыс. человек.
В 1971 году численность населения составляла 808,3 тыс. человек.

## Административное деление
В составе графства выделено 7 административных районов неметропольного графства и 2 унитарные единицы.
|  | 1. Сити-оф-Линкольн 2. Северный Кестивен 3. Южный Кестивен 4. Южный Холланд 5. Бостон 6. Восточный Линдси 7. Западный Линдси 8. Северный Линкольншир (унитарная единица) 9. Северо-Восточный Линкольншир (унитарная единица) |

## Экономика
Линкольншир — преимущественно аграрная территория с преобладающим значением растениеводства, сочетающегося с животноводством. Добыча железной руды (район Фродингема). Пищевая промышленность, сельскохозяйственное машиностроение (Линкольн и Бостон), металлургия (Сканторп), нефтехимия (Иммингем). Крупный рыболовный порт — Грейт-Гримсби.

## Туризм
Большая часть туризма в Линкольншире опирается на прибрежные курорты и города к востоку от Линкольнширских Вулдов. В графстве находятся одни из самых известных морских курортов в Соединенном Королевстве, которые, безусловно, являются главной достопримечательностью для посетителей со всей Англии, особенно в Восточном Мидленде и некоторых частях Йоркшира. В Линкольншире есть три основных прибрежных курорта и несколько небольших деревенских курортов.

## Культура
Линкольншир — сельская местность, где темп жизни обычно намного медленнее, чем в большей части Соединенного Королевства. Воскресенье по-прежнему является днём отдыха, и только магазины в Линкольне, крупных торговых городах, курортах и промышленных городах побережья Северного моря остаются открытыми в этот день. В некоторых городах и деревнях округа по четвергам по-прежнему закрываются на полдня. Из-за больших расстояний между городами многие деревни остались очень самодостаточными, и во многих из них все еще есть магазины, пабы, местные залы и местные часовни и церкви. Рыбалка (в обширной реке и дренажной системе в болотах) и стрельба являются популярными видами деятельности.
Большая часть культуры в самом Линкольне основана на его истории.
Линкольншир — один из наименее этнически разнообразных графств Соединенного Королевства (98,5% населения называют себя "белыми"). За последние годы возросла внутренняя миграция людей из общин этнических меньшинств (особенно в такие населенные пункты, как Линкольн и Бостон), но число небелых жителей Линкольншира остается очень низким.

## Мероприятия
Линкольнширское сельскохозяйственное общество, основанное в 1869 году, ежегодно устраивает Линкольнширскую сельскохозяйственную выставку. Он проводится в среду и четверг последней недели июня на выставочной площадке в Грейндж-де-Линг, в нескольких милях к северу от Линкольна на шоссе А15. Впервые выставка состоялась здесь в 1958 году. Впервые проведенная примерно в 1884 году, она является одной из крупнейших сельскохозяйственных выставок в стране, и в течение двух дней ее посещают около 100 000 человек. Сама выставочная площадка регулярно используется в течение всего года для проведения широкого спектра других мероприятий и мероприятий.

## Достопримечательности
- Бельтон-хаус;
- Замок Таттершел.